# Gmina Wasilków
Die Gmina Wasilków ist eine Stadt-und-Land-Gemeinde im Powiat Białostocki der Woiwodschaft Podlachien in Polen. Ihr Sitz ist die gleichnamige Stadt mit mehr als 10.000 Einwohnern.

## Geographie
Die Gemeinde liegt im Norden der Großstadt Białystok. Zu den Gewässern gehört der Fluss Supraśl. Die Gemeinde hat eine Fläche von 127,17 km². 40 % ihres Gebiets werden landwirtschaftlich und 48 % forstwirtschaftlich genutzt.

## Geschichte
Von 1975 bis 1978 gehörte das Gemeindegebiet zur Woiwodschaft Białystok und von 1807 bis 1918 zu Russland.

## Gliederung
Die Stadt-und-Land-Gemeinde umfasst neben der namensgebenden Stadt neun Dörfer mit zehn Schulzenämtern: Dąbrówki, Jurowce, Nowodworce, Rybniki, Sielachowskie, Osowicze, Sochonie, Studzianki I & II, Woroszyły und Wólka-Przedmieście.
Weitere Ortschaften sind: Burczak, Horodnianka, Horodnianka (Kolonie), Jaroszówka, Jurowce (Kolonie), Katrynka (Dorf), Katrynka (Waldsiedlung), Mostek (Kolonie), Mostek (Waldsiedlung), Ożynnik, Podkrzemionka, Wólka Poduchowna, Zapieczki und Zaścianek.

## Wirtschaft und Verkehr
Die Gemeinde gehört zur Stadtregion Białystok.
Durch die Gemeinde verlaufen die Droga krajowa 8 und die Droga krajowa 19 sowie die Eisenbahnlinie Nr. 6 Zielonka – Kuźnica Białostocka.